# 亞洲聯合衛視
亞洲聯合衛視於2013年啟播，是第五條衛星頻道，以國語廣播。于2018年停播。

## 外部連結
- 亞洲聯合衛視
- 亞洲聯合衛視的新浪微博